# Biserica de lemn din Mocra Rusă

Fotografie veche

În 1801 exista o biserica de lemn care a fost care nu a putut fi reparate . În același an  proiectul si bugetul au fost pregătite pentru construirea unei noi biserici. Biserica de lemn ridicata in 1826, a aparținut mic grup de biserici din zona văii  superioare a râului Teresva, construit sub influența tradițiilor arhitecturale locale de coloniști germani. Biserica a ars în 1971.

Fotografie veche